# Лікувальна фізична культура
Лікувальна фізична культура (ЛФК) — метод лікування, що полягає в застосуванні фізичних вправ і природних факторів природи до хворої людини з лікувально-профілактичними цілями. В основі цього методу лежить використання основної біологічної функції організму — руху.
Терміном лікувальна фізична культура (або ЛФК) позначають різні поняття. Це і дихальна гімнастика після важкої операції, і навчання ходьбі після травми, і розроблення суглоба після зняття гіпсової пов'язки. Це і назва кабінету в поліклініці, і кафедри в інституті фізкультури, і кафедри в медичному інституті. Термін «лікувальна фізкультура» застосовується в різних аспектах, позначаючи і метод лікування, і медичну або педагогічну спеціальність, і розділ медицини або фізкультури, і структуру охорони здоров'я.

## Історія
Фізичні вправи в оздоровчих цілях використовували упродовж багатьох тисячоліть. Найранніші рукописи, в яких мовиться про лікувальну дію рухів, масажу, знайдені в Китаї. Вони відносяться до 2000—3000 рр. до.н. е. З них ми дізнаємося про те, що в Стародавньому Китаї були лікарські-гімнастичні школи, де не тільки навчали лікувальній гімнастиці і масажу, але і застосовували їх у процесі лікування хворих. Дихальні вправи, пасивні рухи, вправи з опором використовували при хворобах органів дихання і кровообігу, хірургічних захворюваннях (вивихах, переломах, викривленнях хребетного стовпа).
Про ранній розвиток лікувальної гімнастики свідчать і знахідки в Індії. У священних книгах Веди (1800 р. до н. е.) мовиться про роль пасивних і активних рухів, дихальних вправ, масажу в лікуванні різних хвороб.
У Древній Греції лікувальна гімнастика досягла особливо високого розвитку в період звільнення науки від релігії і розвитку природознавства. Широко пропагували лікувальну гімнастику філософи Платон і Арістотель. Основоположник клінічної медицини Гіппократ (бл. 460 — бл. 377 рр. до н. е.) велику роль у лікуванні хвороб відводив дієті і лікувальній гімнастиці. Причому він вважав, що лікувальна гімнастика повинна мати суворо індивідуальний характер. У своїх книгах Гіппократ детально описував застосування лікувальної гімнастики при хворобах легенів, серця, обміну речовин і в хірургії.
У Римі лікувальна гімнастика також займала велике місце в лікуванні хворих. Своїми роботами в цій області був відомий лікар Гален (130—200 рр. н. е.). Він використовував досвід греків, широко застосовуючи не тільки лікувальну гімнастику, але і працетерапію.

## Методика ЛФК
Перед призначенням лікувальної фізичної культури визначаються завдання використання фізичних вправ, підбираються засоби і форми для вирішення цих завдань. Щоб зробити все це правильно, необхідно враховувати фазу розвитку хвороби, реакцію на неї організму, стан всіх органів і систем, не залучених у хворобливий процес, психічну реакцію хворого на захворювання та інші її індивідуальні особливості.
У всіх випадках важливо дотримувати принцип поєднання загальної і місцевої дії фізичних вправ, пам'ятаючи, що одужання багато в чому залежить від загального стану організму хворого.
Кожна фізична вправа, використана в лікувальній фізичній культурі, робить поновлювальний, підтримувальний або профілактичний вплив на хворого. Тому при призначенні лікувальної фізичної культури потрібно визначити (крім медичних свідчень) спрямованість її використання: з метою відновлення порушених функцій, для підтримки здоров'я будуються різні приватні методики, що відображають своєрідність патофізіологічних і клінічних проявів захворювання у окремого хворого або групи хворих, складені за нозологічною ознакою. Основними принципами застосування лікувальної фізичної культури є цілісність організму (єдність психічного і фізичного), єдність середовища і організму (соціального і біологічного), єдність форми і функції, загального і місцевого, лікування і профілактики (У. Н. Мохів, 1984).
Методика лікувальної фізичної культури повинна бути заснована на загальнопедагогічних (дидактичних) принципах. Ефективність її можлива лише при активному відношенні хворого до занять. Пояснення методистом перспективи основних систем, тобто надавати тонізуючу дію і підтримувати досягнуті результати лікування. Застосовуються фізичні вправи помірної або великої інтенсивності. Характерна особливість цього варіанту дозування навантажень полягає в тому, що вони не збільшуються в процесі курсу лікувальної фізичної культури. Заняття повинне не стомлювати хворого, а викликати відчуття бадьорості, приливу сил, поліпшення настрою.
Тренувальне дозування застосовується в період одужання і в період відновного лікування, коли необхідно нормалізувати всі функції організму хворого, підвищити його працездатність або добитися високого ступеня компенсації. Фізичні навантаження при виконанні як загально розвивальних, так і спеціальних вправ від заняття до заняття підвищуються за рахунок різних методичних прийомів і дозуються так, щоб викликати стомлення. Фізіологічні зрушення в діяльності основних систем, як правило, значні, але залежать від захворювання і стану хворого. Тренувальна дія в певні періоди захворювання можуть надавати і вправи помірної інтенсивності при дозуванні, що поступово збільшується. Для визначення обсягу фізичних навантажень, що надають тренувальну дію, проводять різні тести. Так, при захворюваннях серцево-судинної системи гранично допустимі фізичні навантаження визначаються за допомогою проби толерантності до них; величина осьового навантаження при діафізарних переломах — за допомогою тиску пошкодженою іммобілізованою ногою на ваги до моменту появи больових відчуттів (80 % від отриманої величини — оптимальне навантаження); тренувальна дія для збільшення сили м'язів надає навантаження, що становить 50 % від максимальної.

## Форми ЛФК
Існує безліч форм лікувальної фізичної культури: ранкова гігієнічна гімнастика, заняття лікувальною гімнастикою, самостійні заняття фізичними вправами, лікувальна дозована ходьба, дозовані сходження (теренкур), масові форми оздоровчої фізичної культури, дозовані плавання, веслування, спортивні вправи та ігри, гідрокінезитерапія і ін.

## Визначення ефективності ЛФК
Методи дослідження ефективності ЛФК залежать від характеру захворювання, оперативного втручання, травми. Загальновизнаним правилом є визначення фізіологічної кривої навантаження у процесі занять ЛФК. Розрізняють такі види контролю: експрес-контроль, поточний і етапний контроль.
Експрес-контроль застосовують для оцінки ефективності одного заняття (терміновий ефект). Для цього вивчають безпосередню реакцію хворого на фізичне навантаження. Проводяться лікарсько-педагогічні спостереження, визначається ЧСС, дихання і артеріальний тиск до, під час і після заняття. Отримані дані дають змогу побудувати фізіологічну криву навантаження, що при вірно спланованому занятті поступово підвищується у вступній частині, досягає свого максимуму в середині основної і знижується у заключній частині заняття. Під час експрес-контролю рекомендується використовувати радіотелеметричні методи дослідження (телеелектрокардіограф, електрокардіосигналізатор та ін.), що мають особливо велике значення при серцево-судинній патології.
Поточний контроль проводять протягом всього періоду лікування не менше ніж раз на 7-10 днів, а також при зміні рухового режиму. Він дає можливість своєчасно вносити корективи у методику занять, програму фізичної реабілітації. Використовують клінічні дані, результати функціональних проб, показники інструментальних методів дослідження, антропометрії.
Етапний контроль проводять для оцінки курсу лікування загалом (кумулятивний ефект), для чого перед початком занять ЛФК і при виході з лікарні Ці вправи переважно використовують у реабілітації спортсменів.